# 瘤果芹属
瘤果芹属（学名：Trachydium）是伞形科下的一个属，为多年生草本植物。该属共有约10种，分布于中亚、印度、巴基斯坦至中国的西南和西北山地。